# クリス・ディマルコ
クリス・ディマルコ（Chris DiMarco、1968年8月23日 - ）は、アメリカ・ニューヨーク州ハンティントン出身のプロゴルファーである。ゴルフメジャー大会でも優勝争いの常連選手のひとりで、2004年全米プロゴルフ選手権、2005年マスターズ、2006年全英オープンで2位入賞が3度ある。世界ランキング自己最高位は6位。これまでにPGAツアーで通算3勝を挙げ、欧州ツアーでも1勝している。独特なクローハンド・グリップのパターでも有名な選手である。
1990年にプロ入り。1993年までPGAツアーの下部組織（当時の名称は「ナイキ・ツアー」）を回り、1994年からPGAツアーに参戦を開始したが、最初の時期はシード権確保に必要な賞金を獲得できず、1996年末の「クオリファイイング・スクール」（通称 Q-School）に落ちたことから、1997年の1年間ナイキ・ツアーに逆戻りしたこともある。1998年からPGAツアーのシード選手に復帰し、2000年9月17日に「SEIペンシルベニア・クラシック」でツアー初優勝。ディマルコが世界的な知名度を獲得したのは、2001年のマスターズで予選ラウンドの2日間を首位で回った時からである。この大会では決勝ラウンドの2日間にスコアを落とし、最終順位は10位タイ（-8, 280ストローク）で終わった。同年10月28日、「ビュイック・チャレンジ」でデビッド・デュバルとのプレーオフに勝ち、ツアー2勝目を挙げる。2002年1月27日、「フェニックス・オープン」で日本の横尾要を1打差で振り切って優勝し、ツアー3勝目を飾った。ディマルコのPGAツアー優勝は、現時点ではこの「フェニックス・オープン」で途切れているが、それでも多くの大会で優勝争いに顔を出し、世界ランキングも上位に定着してきた。2006年1月に欧州ツアーの「アブダビ・ゴルフ選手権」で優勝し、国際試合で初優勝を飾っている。
2004年の全米プロゴルフ選手権で、クリス・ディマルコはビジェイ・シン、ジャスティン・レナードと 8 アンダーパー（-8, 280ストローク）で並び、3人で3ホールによるプレーオフを戦ったが、シンに敗れて2位タイに終わる。続く2005年のマスターズでは最終ラウンドでタイガー・ウッズと最終組を一緒に回り、12 アンダーパー（-12, 276ストローク）で並んだが、ここでもウッズとのプレーオフに敗れ、2大会連続でプレーオフ負けの2位となった。2006年の全英オープンでは、優勝したウッズに2打及ばず、メジャー大会で3度目の2位に終わっている。他の大規模な大会では、2005年の世界ゴルフ選手権第1戦「アクセンチュア・マッチプレー選手権」決勝でデビッド・トムズに敗れた準優勝がある。

## プロ優勝 (7)

### PGAツアー (3)
| No. | Date       | Tournament               | 優勝スコア            | 打差      | 2位（タイ）                                                                                    |
| --- | ---------- | ------------------------ | --------------------- | --------- | ---------------------------------------------------------------------------------------------- |
| 1   | 2000年9月  | SEI Pennsylvania Classic | –14 (68-67-66-69=270) | 6 strokes | マーク・カルカベッキア, ブラッド・エルダー, スコット・ホーク, ジョナサン・ケイ, クリス・ペリー |
| 2   | 2001年10月 | ビュイック・チャレンジ   | –21 (67-64-71-65=267) | Playoff   | デビッド・デュバル                                                                             |
| 3   | 2002年1月  | フェニックス・オープン   | –17 (68-64-66-69=267) | 1 stroke  | ケニー・ペリー, 横尾要                                                                         |

### 欧州ツアー (1)
| No. | Date      | Tournament             | 優勝スコア            | 打差     | 2位                  |
| --- | --------- | ---------------------- | --------------------- | -------- | -------------------- |
| 1   | 2006年1月 | アブダビ・ゴルフ選手権 | –20 (71-67-63-67=268) | 1 stroke | ヘンリク・ステンソン |

### ナイキツアー (1)
| No. | Date         | Tournament       | 優勝スコア          | 打差     | 2位                |
| --- | ------------ | ---------------- | ------------------- | -------- | ------------------ |
| 1   | Aug 17, 1997 | NIKE Ozarks Open | –12 (66-70-68=204)^ | 1 stroke | ロビン・フリーマン |

^ 天候の影響で54ホールに短縮

### その他優勝 (2)
- 2002 CVSチャリティクラシック (with ダドリー・ハート)
- 2005 CVSチャリティクラシック (with フレッド・ファンク)